# Presternum
Presternum (l. mn. presterna) – część sternum (brzusznego sklerytu) tułowia owadów.
Presternum stanowi przednią część eusternum, położoną przed basisternum. Wyróżnia się je, gdy przednia część eusternum oddzielona jest po wewnętrznej stronie od basisternum przez wyniesioną krawędź submarginalną. Wówczas wąski rejon przed tą krawędzią stanowi presternum. Od strony zewnętrznej presternum odgraniczone jest od basisternum szwem presternalnym.
Presternum nie jest tożsame z antekostą sternitu.